# 토마스와 친구들: 어드벤처 비긴즈
《토마스와 친구들: 어드벤처 비긴즈》(영어: Thomas & Friends: The Adventure Begins)는 2015년 영국의 애니메이션 영화이다.